# 煽動性誹謗
作出具煽動意圖的作為（sedition）、煽動性誹謗（seditious libel）及煽動意圖（seditious intention）相關的罪名，是源於英國普通法的刑事罪行。現在仍然是香港的刑事罪行。煽動叛亂的概念，英語也譯作sedition。作出具煽動意圖的作為是指一些公然行動，例如演說、籌募組織；而該行動被當局視為有傾向引發起事，針對建制秩序。如果該聲明以書寫或其他永久性方式（例如繪圖）發佈，則稱為煽動性誹謗。永久形式誹謗（libel）是法律術語。

## 英國
煽動性誹謗是英國的歷史法律，現已廢除。19世紀占士·史提芬的著作《刑事法律撮要》寫道：

煽動意圖是一項意圖——引起憎恨或藐視女皇陛下本人、其世襲繼承人或其他繼承人，或聯合王國依法成立的政府及憲法制度，或國會的任一議院，或司法當局，或激起對其離叛；或激起女皇陛下子民企圖不循合法途徑促致改變依法制定的國教會或國務事項；或煽惑他人犯破壞安寧的任何罪行；或引起女皇陛下子民間的不滿或離叛；或起或加深不同階層子民間的惡感及敵意。

這些意圖不是煽動意圖——顯示女皇陛下在其任何措施上被誤導或犯錯誤；或指出依法成立的政府及憲法制度的錯誤或缺點，而目的在於矯正該等錯誤或缺點；或激起女皇陛下子民嘗試循合法途徑促致改變依法制定的國教會或國務事項；或指出女皇陛下不同階層子民間產生或有傾向產生惡感及敵意的事項，而目的在於將其消除。
史提芬在《英格蘭刑事法律歷史》認同，煽動性誹謗要達到的程度不少於直接煽惑暴力與騷亂。他認為這法律的現代（19世紀）觀點由法官Littledale在Collins案中明白而完整地闡述。該案之中，陪審團受指示，他們要定罪的話，就先要相信被告「意思是人們應該以自身的武力去得到公義，及想激起人們獲得和自行掌握權力，及想激起他們騷動與混亂。」
在英國最後一次煽動性誹謗檢控是1972年，有三人被指徵召人民到北愛爾蘭參加共和軍，他們被控告具煽動意圖的串謀、及作出具煽動意圖的言論。串謀控罪後來撤銷，但他們因煽動意圖的言論及違反《公安法令》被判緩刑。
1977年，英國法律委員會（法律改革委員會）提出廢除煽動性誹謗等罪名，他們認為有關罪名是多餘而且沒有必要存在。2009年，英國國會廢除了作出具煽動意圖的作為及煽動性誹謗。

## 香港
香港政府在1938年，即第二次世界大戰前夕，訂立《煽動條例》以將「煽動」刑事化。相關條文在1972年被整合至《刑事罪行條例》。
根據條例，「煽動意圖」指的是：
(a) 引起憎恨或藐視女皇陛下本人、其世襲繼承人或其他繼承人，或香港政府，或女皇陛下的領土其他部分的政府，或依法成立而受女皇陛下保護的領域的政府，或激起對其離叛；或
(b) 激起女皇陛下子民或香港居民企圖不循合法途徑促致改變其他在香港的依法制定的事項；或
(c) 引起對香港司法的憎恨、藐視或激起對其離叛；或
(d) 引起女皇陛下子民間或香港居民間的不滿或離叛；或
(e) 起或加深香港不同階層居民間的惡感及敵意；或
(f) 煽惑他人使用暴力；或

(g) 慫使他人不守法或不服從合法命令。
任何人如作出具上述煽動意圖的作為（包括企圖或準備作出），或發表煽動性文字及刊物，即屬犯罪。第一次定罪可處罰款$5,000及監禁2年，其後定罪可處監禁3年。
1997年主權移交後，基本法第二十三條規定香港特區應自行立法禁止一些危害國家安全的行為。雖然「煽動」並不包括在第二十三條的範圍內，但政府在2003年提出立法草案時，仍提出修改相關條文。相關修訂由於公眾反對，最終被擱置。
香港政府不常以「作出具煽動意圖的作為」罪作出檢控，最後一次動用這罪名是在1970年代。不過，自從2019年的反對逃犯條例修訂草案運動，香港政府多次引用此罪名拘捕及控告社運人士、傳媒高層及公眾（參見港區國安法案件列表）。時任中西區區議會主席鄭麗琼在2020年4月被捕，是近年首位以煽動罪被捕的人士。 自此，律政司作出不少檢控，相關案情包括在擺街站期間發表煽動言論、在網上節目或社交媒體作出煽動性言論、發佈內容涉煽動的兒童繪本、營運發布煽動文章的傳媒，以及在旁聽聆訊時作出滋擾行為等。
在《維護國家安全條例》訂立後，「煽動意圖」修訂為：
(a) 意圖引起中國公民、香港永久性居民或在特區的人，對國家根本制度或國家機構及中央駐港機構的憎恨或藐視，或對其離叛；或
(b) 意圖引起中國公民、香港永久性居民或在特區的人，對特區的憲制秩序、行政、立法或司法機關的憎恨或藐視，或對其離叛；或
(c) 意圖煽惑任何人企圖不循合法途徑改變中央就特區依法制定的事項或在特區依法制定的事項；或
(d) 意圖引起特區不同階層居民間或中國不同地區居民間的憎恨或敵意；或
(e) 意圖煽惑他人在特區作出暴力作為；或

(f) 意圖煽惑他人作出不遵守特區法律或不服從根據特區法律發出的命令的作為。
《國安條例》亦訂明，進行煽動罪的法律程序時，除非為(e)項所指的意圖構成該罪行的其中一項元素，否則無需證明煽惑擾亂公共秩序或煽惑暴力的意圖。且將《刑事罪行條例》中煽動罪的罰則首次定罪可判監2年、其後3年提高至可判監7年、勾結境外勢力可判監10年。